# MEVZA liga za žene 2008./09.
MEVZA liga za žene 2008./09. je bilo četvrto izdanje Srednjeeuropske (MEVZA) lige u odbojci u ženskoj konkurenciji. Sudjelovalo je devet klubova iz Austrije, Hrvatske, Slovačke i Slovenije, a ligu je osvojila ekipa Rijeka KWSO.

## Sudionici
- ATSC Sparkasse - Klagenfurt
- SVS/Post - Schwechat
- Pivovara Osijek - Osijek
- Rijeka KWSO - Rijeka
- Doprastav - Bratislava
- Slavia UK Kupele Dudince - Bratislava
- Nova KBM Branik - Maribor
- HIT - Nova Gorica
- TPV - Novo Mesto

## Ljestvica i rezultati

### Ljestvica
| mj | klub                     | ut | pob | por | set+ | set– | bod |            |
| -- | ------------------------ | -- | --- | --- | ---- | ---- | --- | ---------- |
| 1. | Rijeka KWSO              | 16 | 14  | 2   | 44   | 8    | 30  | Final four |
| 2. | SVS/Post                 | 16 | 12  | 4   | 38   | 17   | 28  | Final four |
| 3. | Nova KBM Branik          | 16 | 12  | 4   | 39   | 20   | 28  | Final four |
| 4. | HIT Nova Gorica          | 16 | 11  | 5   | 38   | 21   | 27  | Final four |
| 5. | Slavia UK Kupele Dudince | 16 | 9   | 7   | 33   | 27   | 25  |            |
| 6. | Doprastav                | 16 | 8   | 8   | 29   | 26   | 24  |            |
| 7. | ATSC Sparkasse           | 16 | 4   | 12  | 17   | 38   | 20  |            |
| 8. | Pivovara Osijek          | 16 | 2   | 14  | 9    | 42   | 18  |            |
| 9. | TPV Novo Mesto           | 16 | 0   | 16  | 0    | 48   | 8   |            |

### Final four
Igrano u Rijeci.
| klub1           | rez.          | klub2           |
| poluzavršnica   | poluzavršnica | poluzavršnica   |
| --------------- | ------------- | --------------- |
| Rijeka KWSO     | 3:1           | HIT Nova Gorica |
| SVS/Post        | 3:1           | Nova KBM Branik |
|                 |               |                 |
| za 3. mjesto    |               |                 |
| HIT Nova Gorica | 3:0           | Nova KBM Branik |
|                 |               |                 |
| za pobjednika   |               |                 |
| Rijeka KWSO     | 3:1           | SVS/Post        |

## Poveznice i izvori
- MEVZA 2008./09. - konačni poredak
- MEVZA 2008./09. - ljestvica ligaškog dijela  Arhivirana inačica izvorne stranice od 3. svibnja 2014. (Wayback Machine)
- MEVZA 2008./09. - rezultati ligaškog dijela
- MEVZA 2008./09. - Final four
- MEVZA 2008./09. - rezultati Final foura